# Cyclodinus croissandeaui
Cyclodinus croissandeaui là một loài bọ cánh cứng trong họ Anthicidae. Loài này được Pic miêu tả khoa học năm 1893.